# Tevel
Tevel (németül: Tewel) község Tolna vármegyében, a Bonyhádi járásban.

## Fekvése
A Völgység tájegységben fekszik, a 65-ös főút közvetlen közelében, a főút érinti is a település északi határszélét. Központja a 6-os főút bonyhádi szakaszától a 65-ös főútig húzódó 6535-ös út mellett helyezkedik el, de megközelíthető Kisvejke-Závod felől a 6537-es úton is.
A szomszédos települések: északkelet felől Murga és Kéty, délkelet felől Kisdorog, dél felől Nagyvejke, délnyugat felől Závod, nyugat felől Mucsi, északnyugat felől pedig Hőgyész. Nagyon kevés híja van annak, hogy nem határos észak felől még Kalaznóval is.

## Története

### Ókor
Tevel és környékének első fontosabb régészeti leletei az újkőkorszakból származnak: ezek egy ismeretlen földművelő nép sírjai illetve edénytöredékei. Tolna vármegye ezen időszakáról úttörő kutatásokat Wosinsky Mór szekszárdi apát végzett a 19. században. A bronzkorban lovas kelta törzsek költöztek a falu mai vidékére. Az egykori harcos törzsek jelenlétét földvárak, sáncok nyomai is jelzik. A római időkre néhány sír, pénzérmék és egyéb használati tárgyak emlékeztetnek, a rómaiakat követő időkről pedig ennyi sem: a falu környéke a népvándorlás korától valószínűleg lakatlan volt.

### Középkor
A község területe a honfoglalást követően vált újra lakottá: ezt igazolja, hogy neve Árpád vezér Tarhos fiától való Tevel nevű unokájától származik. Az elnevezés azt is mutatja, hogy a falu egy fejedelmi törzs szállásterületéhez tartozhatott. Ennek és fekvésének köszönhetően az Árpád-korban környékének vezető faluja lehetett: vagyis olyan falu, ahol Szent István király rendelete értelmében 10 falu templomot épített.
A falu nevének első ismert írásos megjelenése egy 1193-ban kelt oklevélen található, amelyben III. Béla magyar király megerősíti a kereszteseket az édesanyja által nekik tett adományozásaiban. A dokumentum megemlíti a szomszédos Kovácsit is. A falu virágozó település lehetett a középkorban, fejlődését valószínűleg nem törte meg a tatárjárás, ám a török hódoltság alatt lassan elnéptelenedett: 1580-ban még 15 család lakta, a török kiűzésekor pedig lakatlan volt.

### Német telepesek érkezése
A község területe a török kiűzése (az 1690-es évek) után vált lakottá fokozatosan újból: a falut 1701-ben I. Lipót magyar király Monaszterly János szerb vajdának adományozta. Ebben az időben a falut főleg pásztorkodással foglalkozó rácok lakták, akiknek nem volt állandó lakhelyük és nagy részük a Rákóczi-szabadságharc alatt elvándorolt. A Szatmári béke után a falu Jobaházi Dőry László kezére került, aki a Német-római Birodalom délnyugati részéből (nagyjából a mai Baden-Württemberg tartomány területéről) próbált telepeseket csalogatni az üres faluba: több-kevesebb sikerrel, ugyanis az első hullám (1712) csalódottan visszatért Németországba, a második pedig nagyrészt más földesúr szárnyai alá költözött kedvezőbb feltételek miatt.

### A békés 19. század

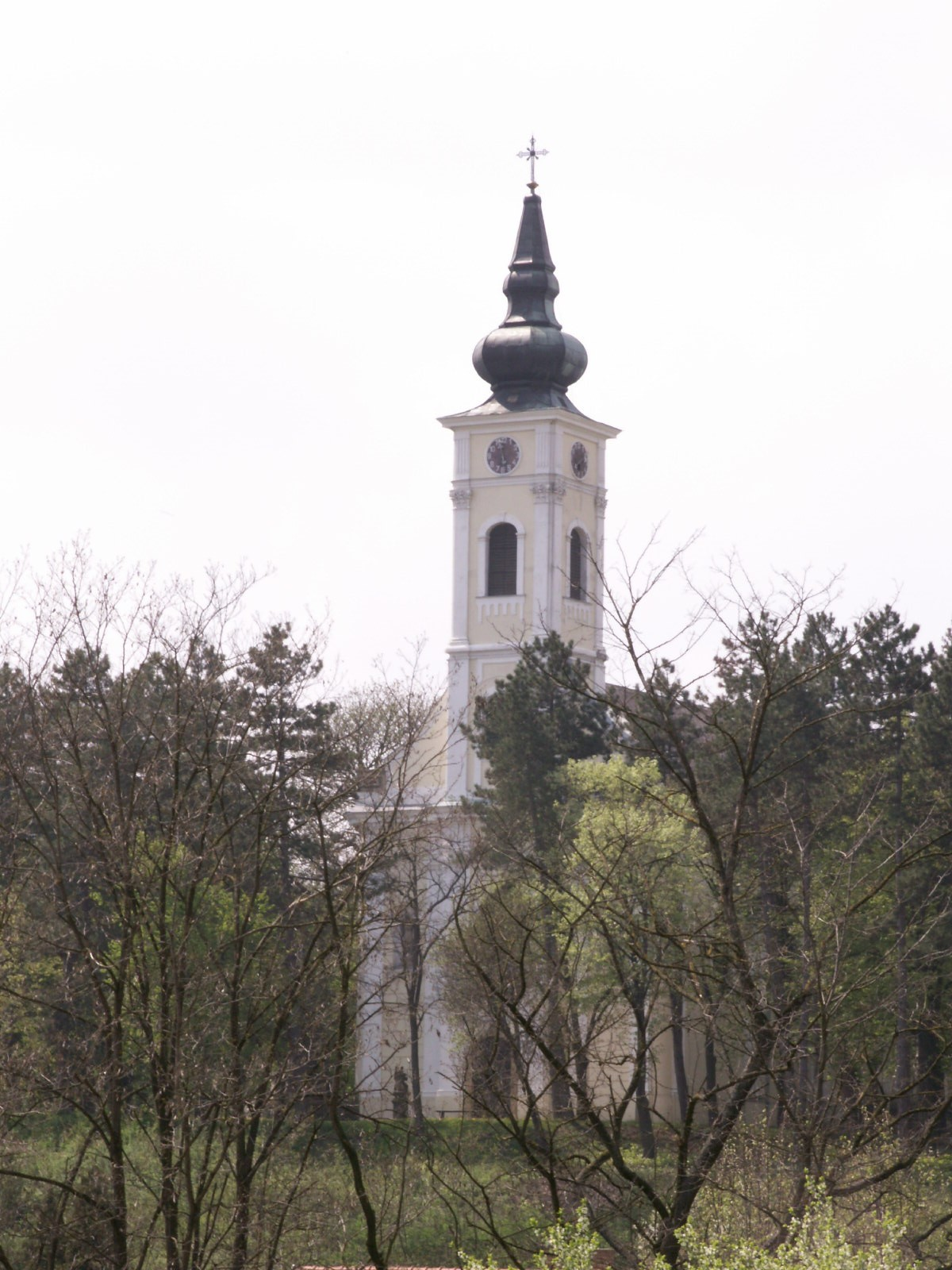
A falu 1797-ben befejezett római katolikus temploma

A falut végül sikerült betelepíteni délnyugat-németországi telepesekkel és a 18. század második felére sokat gyarapodott: a Mária Terézia-féle úrbéri rendelet idején (1767-ben) már 1280 lakosa volt, amely a század végére 2242 főre duzzadt (a szomszédos Kovácsival együtt). Ezzel a lélekszámmal Tevel a Völgység második legnépesebb településévé vált (ma a negyedik). A gyarapodás további jele, hogy a 18. század végén, 1797-ben épült meg a falu mai római katolikus temploma is. A lakosság szinte teljes mértékben német volt, de lakott a faluban néhány zsidó család is, akiknek temetőjük, sőt zsinagógájuk is volt a faluban.
A 19. század elejére a falu már szűkebb környékének ipari és kereskedelmi központja volt: sörfőzdével és több malommal is rendelkezett. A község fejlődésének csúcspontja az 1841-es év volt, amikor mezővárossá nyilvánították és ezzel évente 3 vásárt tarthatott. Az 1848–49-es forradalom és szabadságharcot a gazdaság hanyatlása követte: ennek oka a kiegyezés előtt az egész országra jellemző pangás volt; a kiegyezést követően pedig az, hogy a községet elkerülték a fontosabb utak és a vasút. A falu jelentőségének csökkenéséhez jelképesen hozzájárult az 1871-es közigazgatási törvény is, amely eltörölte a mezővárosi rangot, így Tevel innentől kezdve nagyközség lett. Az első világháború nélkülözéseket és 75 halottat követelt a falutól, és a 20. század is sok megpróbáltatással járt.

### A két világháború között

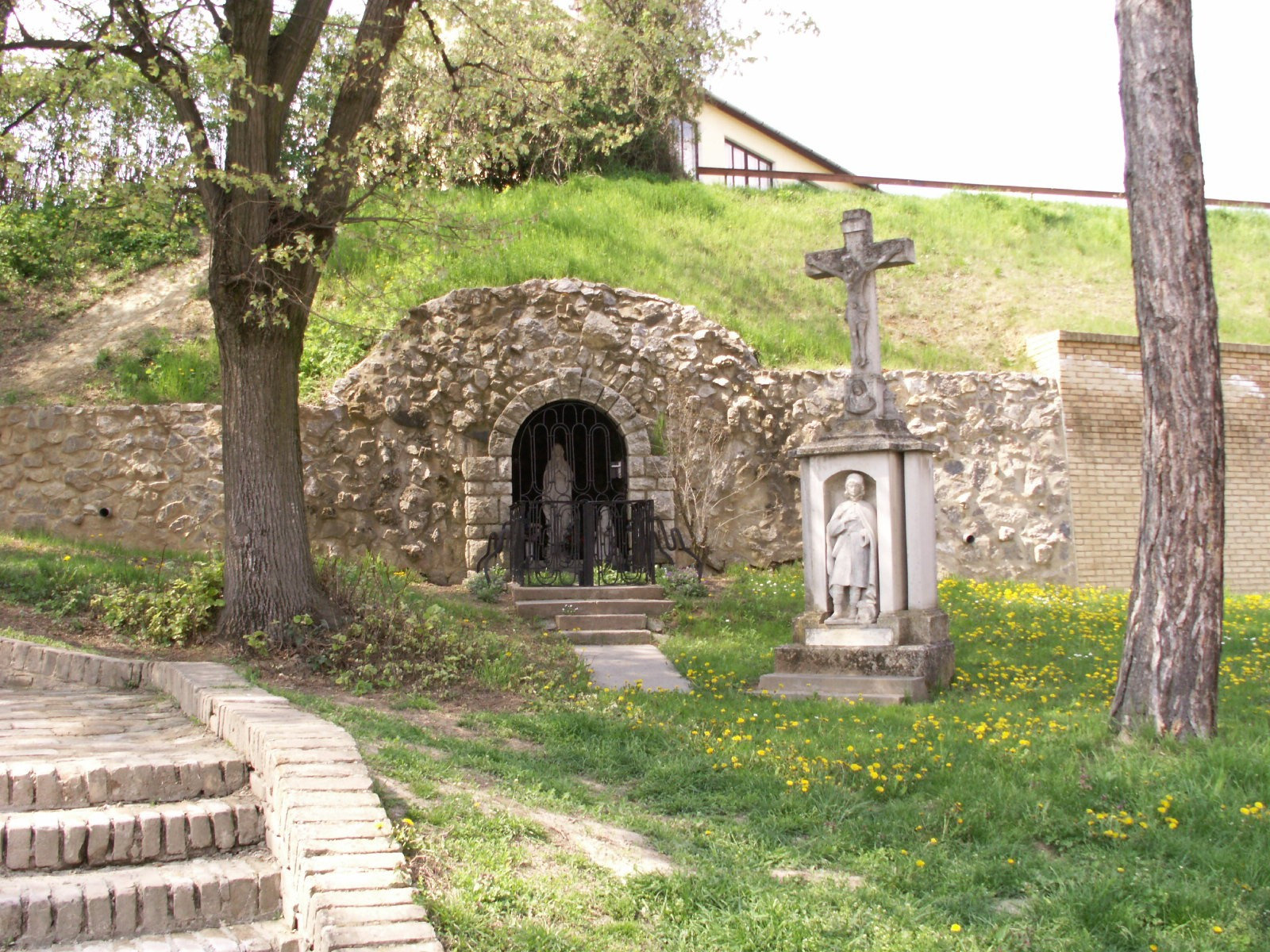
Az 1930-as évek végén épült lourdes-i kápolna

A két világháború között (főleg a Trianon okozta sokk miatt) felerősödtek a magyarosítási törekvések, ami leginkább a nemzetiségi oktatás lehetőségeinek szűkítésében és az erőltetett névmagyarosításokban mutatkozott meg. Az asszimilációs törekvések öntudatosabbá tették a hazai német szervezeteket, ám a Harmadik Birodalom megalakulása a hazai németségben is éreztette hatását. Berlin bátorítására 1938 novemberében megalakult a ’’Magyarországi Németek Népi Szövetsége’’ (németül: ’’Volksbund der Deutschen in Ungarn’’). A szervezet jobban meg tudta szólítani a hazai németséget, mint más hazai német szervezetek és hamarosan egyre szorosabb kapcsolatokat épített ki a Harmadik Birodalommal, cserébe a berlini kormányzat egyre több jogot járt ki számukra a magyar kormánynál.

### A második világháború

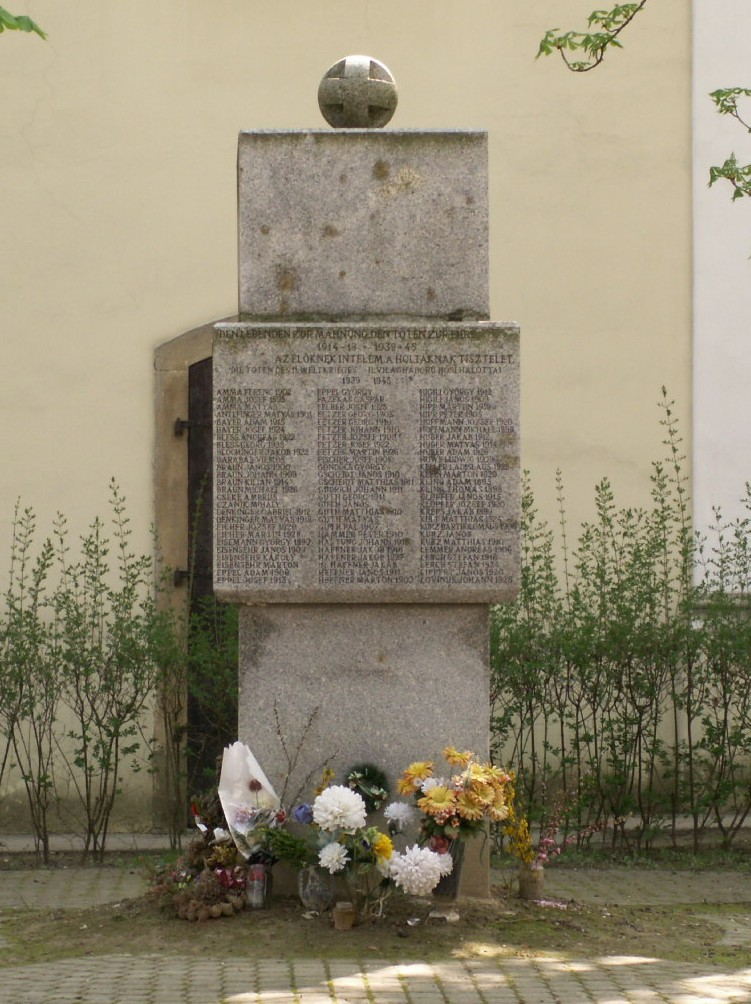
A két világháború teveli áldozatainak emlékműve

Ahogy Magyarország egyre jobban belesodródott a második világháborúba, úgy vált egyre nehezebbé az élet Tevel lakosságának is. A megpróbáltatásokat kezdetben a jegyrendszer és a megszorítások jelentették, majd a sorozások miatt a családfenntartók hiánya. Egyre erősödött a birodalmi propaganda, amelynek egyik eredményeként 1942-től lehetővé vált a Volksbund számára, hogy katonákat toborozzanak a Wehrmacht-ba a hazai németségből. Magyarország német megszállását követően (1944. március) a toborzásokból kényszersorozások lettek és a falu néhány zsidó családját is deportálták. A Vörös Hadsereg közeledtét menekülők hosszú sora jelezte, de 1944. november végi megjelenésük – a rémhírekkel ellentétben – nem járt atrocitásokkal (a falu kastélyát azért felgyújtották), viszont korántsem jelentette a lakosság megpróbáltatásainak végét.

### Kitelepítések, betelepítések
1944. december végén már indult is az első transzport szovjetunióbeli kényszermunkára, amit 1948 nyarán követett a második. A „málenkij robot” összesen 220 embert érintett, közülük 38-an meghaltak. A háború végét követően kezdtek hazaszállingózni a volt katonák, azonban a 230 besorozott férfi közül 158 soha nem tért haza, a 13 fő deportált zsidó lakosból pedig senki sem.
1945 tavaszán megkezdődött a német lakosság kitelepítése: először a volt volksbundistáknak, majd három év múlva az 1941-es népszámláláskor magukat németnek valló lakosoknak kellett elhagyni a falut. Ez az akkor mintegy 2500 fős lakosság kb. 4/5 részét jelentette: gyakorlatilag a teljes lakosság német volt (95%), ám a két világháború közötti erőltetett magyarosítások miatt kb. 1/5 rész ilyen-olyan okokból magyarnak vallotta magát. A kitelepített németek házaiban a Bácskából menekült bukovinai székelyeket és csehszlovák–magyar lakosságcsere keretében a Felvidékről kitelepített magyarokat helyezték el.
Ezzel az addig szinte teljesen sváb falu lakosságának összetétele a következő lett: ~70% székely, ~20% német, ~10% felvidéki magyar.
Az országban és a bukovinai székely oktatás történetében egyedülálló módon 1946-ban alakult meg 236 növendékkel a székely gimnázium Kőrösi Csoma Sándor Székely Tanintézet néven, amit az Erdélyből elmenekült, majd itt letelepedő író és tanító, Földi István hozott létre, aki egyben az intézmény igazgatója is lett. Az iskola azonban nem volt hosszú életű, mivel a kommunista hatalomátvételt követően 1949-ben megszüntették.

## Közélete

### Polgármesterei
- 1990–1994: Kitanits Lajos (független)[6]
- 1994–1998: Kitanits Lajos (független)[7]
- 1998–2002: Kitanits Lajos Mátyás (független)[8]
- 2002–2006: Héri Lászlóné (független)[9]
- 2006–2010: Héri Lászlóné (független)[10]
- 2010–2014: Héri Lászlóné (független)[11]
- 2014–2019: Héri Lászlóné (független)[12]
- 2019–2024: Fazekas Attila (független)[13]
- 2024– : Fazekas Attila (független)[1]

## Népesség
A település népességének változása:
| Lakosok száma | 1419 | 1382 | 1351 | 1263 | 1253 | 1248 | 1234 |
|               | 2013 | 2014 | 2015 | 2021 | 2022 | 2023 | 2024 |

A 2011-es népszámlálás során a lakosok 83,8%-a magyarnak, 10,6% németnek, 3,2%-a cigánynak mondta magát (15,6% nem nyilatkozott; a kettős identitások miatt a végösszeg nagyobb lehet 100%-nál). A vallási megoszlás a következő volt: római katolikus 65,8%, református 1,9%, evangélikus 1,4%, felekezeten kívüli 5,7% (24,6% nem nyilatkozott).
2022-ben a lakosság 86,9%-a vallotta magát magyarnak, 7,3% németnek, 3,4% cigánynak, 0,3% románnak, 0,2% ukránnak, 0,2% szlovénnek, 0,1% szlováknak, 2,3% egyéb, nem hazai nemzetiségűnek (11,6% nem nyilatkozott; a kettős identitások miatt a végösszeg nagyobb lehet 100%-nál). Vallásuk szerint 49,5% volt római katolikus, 1,8% református, 1,7% evangélikus, 1% egyéb keresztény, 1,8% egyéb katolikus, 7,1% felekezeten kívüli (37% nem válaszolt).

## Nevezetességek, látnivalók

### Római katolikus templom

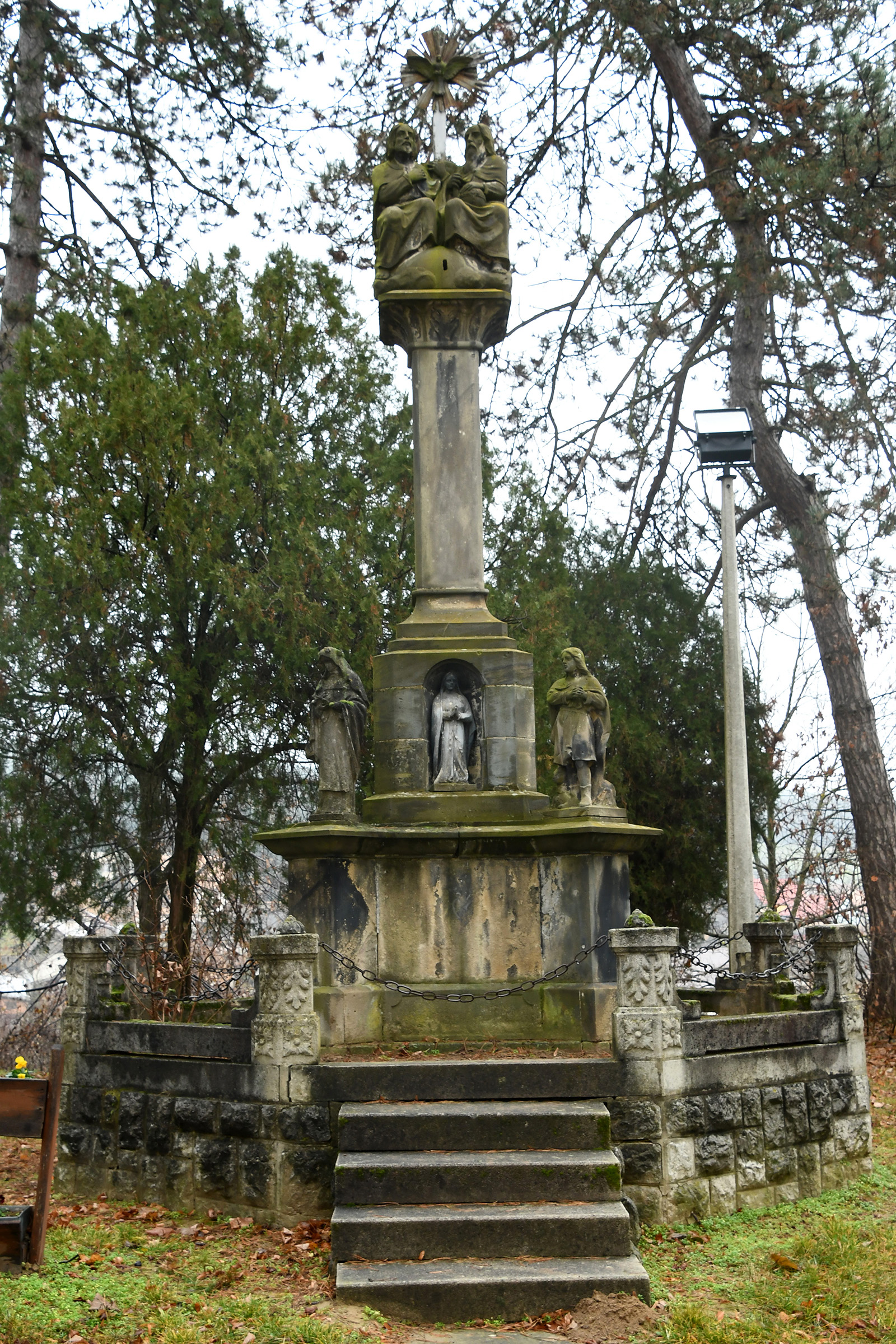
Szentháromság-szobor a templom bejáratával szemközt

A falu ma is látható barokk stílusban épült katolikus templomát 1794-ben kezdték építeni és 1797-ben fejezték be. A templom építését Dőry Ádám – a falu akkori birtokosa – is támogatta. 1831-ben leégett a templom teteje és tornya, amit később cseréppel illetve rézzel és bádoggal pótoltak. 1880-ban földrengés rongálta meg az épületet. 1916 szeptemberében harangjait hadi célokra elrekvirálták.

### Lourdes-i kápolna
Az 1930-as évek végén épült a lourdes-i kápolna, a templom felé vezető hosszú lépcsősor alján található.

### Szentháromság-oszlop
A templom bejáratával szemközt található a Szentháromság-oszlop. Az oszlopot megkoronázó hármas szoborcsoport mellett a posztamens fülkéjében Szűz Mária, párkányán Szent Rozália, Szent Vendel és a gyermek Máriát oktató Szent Anna kőfigurái láthatók.

### Ártézi kút
A település híresen jó vízminőségű ártézi kútja a falu központjától nem messze, két épület közé beékelve található, amelyre egy parkolóval és padokkal ellátott kis tér nyílik. 1912-ben az év elején Kuráth József malomtulajdonos a malma meghajtásához saját kutat szeretett volna furatni. Végül a vízhozam nem bizonyult elégségesnek, és Kuráth csődbe ment, a kút pedig a falu tulajdonába került, majd 1941-ben hivatalosan is engedélyeztették, és azóta is ingyen hordhatják innen az emberek a vizet. A kutat 2014-ben a faluból Németországba elszármazottak adományából felújították, többek között korábbi fém kútfejet egy faragott gránitra cserélték le, és rendezték a környezetet is. A korábbiakhoz képest a vízhozama némileg csökkent, jelenleg percenként 7-10 liter.

## Közélet

### Teveli Német Kisebbségi Önkormányzat
Tevelen a Német Kisebbségi Önkormányzat 1994-ben alakult. Célja a német nemzetiségi nyelv, kultúra és hagyományok ápolása.

### Német Nemzetiségi Hagyományőrző Kórus
A Kórus célja a német nemzetiségi nyelv, kultúra és hagyományok ápolása. Ennek kapcsán rendszeresen fellépnek különböző fesztiválokon, népdaléneklési versenyeken itthon és külföldön.

### Székely Kör
A Székely Kör 1989-ben alakult, célja a székely hagyományok őrzése. Minden országos székelytalálkozón szerepeltek és rendszeresen részt vesznek népdaléneklési versenyeken itthon és külföldön.

### Teveli Fiatalok Egyesülete
A Teveli Fiatalok Egyesülete 1999 októberében jött létre azzal a céllal, hogy a település kultúráját megőrizze, hagyományait a fiatalság számára is vonzó formában továbbörökítse.

### Idősek Klubja
Az Idősek Klubja 2000-ben alakult és különféle programokat szervez a nyugdíjasok számára, mint például kirándulások, színházlátogatások, bálok.

### Tevel Medosz SE
Az 1949-ben alakult Tevel Medosz SE a Tolna vármegyei I. osztályban szerepel. Jelenlegi edző: Boros Attila. Jelenlegi elnök: Ferenc Sándor. Jelenlegi csapatkapitány: Simon József.